# Prosper Bruggeman
Prosper Bruggeman (født 7. marts 1873) var en belgisk roer, som deltog i de olympiske lege 1900 i Paris.
Bruggeman var med i den belgiske otter (fra klubben Royal Club Nautique de Gand) ved OL 1900. Her blev belgierne nummer to i det indledende heat, og i finalen vandt de sølv med tiden 6.13,8 minutter efter den amerikanske båd, der roede i 6.07,8, mens hollænderne vandt bronze i 6.23,0. Den øvrige besætning i den belgiske båd blev udgjort af Marcel van Crombrugge, Frank Odberg, Oscar de Somville, Maurice Verdonck, Oscar de Cock, Maurice Hemelsoet, Jules de Bisschop og Alfred van Landeghem. Bruggeman deltog desuden i toer med styrmand sammen med Maurice Hemelsot og en ukendt styrmand; belgierne blev nummer tre i indledende heat og var dermed ude af konkurrencen.